# Gary Payton
Gary Dwayne Payton Sr. (Oakland, 1968. július 23. –) amerikai olimpiai bajnok kosárlabdázó, aki irányítóként játszott. Minden idők egyik legjobbjának tekintik pozícióján, tizenhárom évet töltött a Seattle SuperSonics csapatával, ahol a franchise történetében neki van a legtöbb gólpassza és labdaszerzése. Ezek mellett játszott a Milwaukee Bucks, a Los Angeles Lakers, a Boston Celtics és a Miami Heat csapatában is, 2006-ban bajnok is lett a Heattel. Beceneve A Kesztyű volt, amit kiemelkedő védekező játéka miatt kapott. 2013-ban iktatták be a Naismith Basketball Hall of Fame-be, illetve helyet kapott az NBA 75. évfordulós csapatában is, ami minden idők 75 legjobb játékosát sorolta fel, aki szerepelt a ligában.
Payton az első irányító, aki megnyerte az év védekező játékosa díjat az NBA-ben és az egyetlen volt 2022-ig, mikor Marcus Smart is megkapta az elismerést. Kilencszer volt tagja az NBA első védekező csapatának, ami rekordnak számít, Michael Jordannel, Kevin Garnettel és Kobe Bryanttel holtversenyben. Kilencszeres NBA All Star és kilencszeres All-NBA csapattag volt, akit Gail Goodrich minden idők legtökéletesebb hátvédjének nevezett. Fia, Gary Payton II szintén kosárlabdázó, a két Payton egyike annak az öt apa-fia duónak, akik mindketten NBA-bajnokok lettek.

## Statisztika

### NBA

#### Alapszakasz
| Év         | Csapat              | JM   | KM   | JP/M | MG%  | 3P%  | BD%   | LP/M | GP/M | L/M  | B/M | P/M  |
| ---------- | ------------------- | ---- | ---- | ---- | ---- | ---- | ----- | ---- | ---- | ---- | --- | ---- |
| 1990–1991  | Seattle SuperSonics | 82*  | 82   | 27,4 | .450 | .077 | .711  | 3,0  | 6,4  | 2,0  | 0,2 | 7,2  |
| 1991–1992  | Seattle SuperSonics | 81   | 79   | 31,5 | .451 | .130 | .669  | 3,6  | 6,2  | 1,8  | 0,3 | 9,4  |
| 1992–1993  | Seattle SuperSonics | 82   | 82   | 31,1 | .494 | .206 | .770  | 3,4  | 4,9  | 2,2  | 0,3 | 13,5 |
| 1993–1994  | Seattle SuperSonics | 82*  | 82   | 35,1 | .504 | .278 | .595  | 3,3  | 6,0  | 2,3  | 0,2 | 16,5 |
| 1994–1995  | Seattle SuperSonics | 82*  | 82   | 36,8 | .509 | .302 | .716  | 3,4  | 7,1  | 2,5  | 0,2 | 20,6 |
| 1995–1996  | Seattle SuperSonics | 81   | 81   | 39,0 | .484 | .328 | .748  | 4,2  | 7,5  | 2,9* | 0,2 | 19,3 |
| 1996–1997  | Seattle SuperSonics | 82   | 82   | 39,2 | .476 | .313 | .715  | 4,6  | 7,1  | 2,4  | 0,2 | 21,8 |
| 1997–1998  | Seattle SuperSonics | 82*  | 82   | 38,4 | .453 | .338 | .744  | 4,6  | 8,3  | 2,3  | 0,2 | 19,2 |
| 1998–1999  | Seattle SuperSonics | 50*  | 50   | 40,2 | .434 | .295 | .721  | 4,9  | 8,7  | 2,2  | 0,2 | 21,7 |
| 1999–2000  | Seattle SuperSonics | 82   | 82   | 41,8 | .448 | .340 | .735  | 6,5  | 8,9  | 1,9  | 0,2 | 24,2 |
| 2000–2001  | Seattle SuperSonics | 79   | 79   | 41,1 | .456 | .375 | .766  | 4,6  | 8,1  | 1,6  | 0,3 | 23,1 |
| 2001–2002  | Seattle SuperSonics | 82   | 82   | 40,3 | .467 | .314 | .797  | 4,8  | 9,0  | 1,6  | 0,3 | 22,1 |
| 2002–2003  | Seattle SuperSonics | 52   | 52   | 40,8 | .448 | .298 | .692  | 4,8  | 8,8  | 1,8  | 0,2 | 20,8 |
| 2002–2003  | Milwaukee Bucks     | 28   | 28   | 38,8 | .466 | .294 | .746  | 3,1  | 7,4  | 1,4  | 0,3 | 19,6 |
| 2003–2004  | Los Angeles Lakers  | 82   | 82   | 34,5 | .471 | .333 | .714  | 4,2  | 5,5  | 1,2  | 0,2 | 14,6 |
| 2004–2005  | Boston Celtics      | 77   | 77   | 33,0 | .468 | .326 | .761  | 3,1  | 6,1  | 1,1  | 0,2 | 11,3 |
| 2005–2006† | Miami Heat          | 81   | 25   | 28,5 | .420 | .287 | .794  | 2,9  | 3,2  | 0,9  | 0,1 | 7,7  |
| 2006–2007  | Miami Heat          | 68   | 28   | 22,1 | .393 | .260 | .667  | 1,9  | 3,0  | 0,6  | 0,0 | 5,3  |
| Karrier    | Karrier             | 1335 | 1233 | 35,3 | .466 | .317 | .729  | 3,9  | 6,7  | 1,8  | 0,2 | 16,3 |
| All Star   | All Star            | 9    | 2    | 20,8 | .436 | .273 | 1.000 | 3,3  | 8,1  | 2,1  | 0,0 | 9,4  |

#### Rájátszás
| Év      | Csapat              | JM  | KM  | JP/M | MG%  | 3P%  | BD%   | LP/M | GP/M | L/M | B/M | P/M  |
| ------- | ------------------- | --- | --- | ---- | ---- | ---- | ----- | ---- | ---- | --- | --- | ---- |
| 1991    | Seattle SuperSonics | 5   | 5   | 27,0 | .407 | .000 | 1.000 | 2,6  | 6,4  | 1,6 | 0,2 | 4,8  |
| 1992    | Seattle SuperSonics | 8   | 8   | 27,6 | .466 | .000 | .583  | 2,6  | 4,8  | 1,0 | .3  | 7,6  |
| 1993    | Seattle SuperSonics | 19  | 19  | 31,8 | .443 | .167 | .676  | 3,3  | 3,7  | 1,8 | 0,2 | 12,3 |
| 1994    | Seattle SuperSonics | 5   | 5   | 36,2 | .493 | .333 | .421  | 3,4  | 5,6  | 1,6 | 0,4 | 15,8 |
| 1995    | Seattle SuperSonics | 4   | 4   | 43,0 | .478 | .200 | .417  | 2,5  | 5,3  | 1,3 | 0,0 | 17,8 |
| 1996    | Seattle SuperSonics | 21  | 21  | 43,4 | .485 | .410 | .633  | 5,1  | 6,8  | 1,8 | 0,3 | 20,7 |
| 1997    | Seattle SuperSonics | 12  | 12  | 45,5 | .412 | .333 | .820  | 5,4  | 8,7  | 2,2 | 0,3 | 23,8 |
| 1998    | Seattle SuperSonics | 10  | 10  | 42,8 | .475 | .380 | .940  | 3,4  | 7,0  | 1,8 | 0,1 | 24,0 |
| 2000    | Seattle SuperSonics | 5   | 5   | 44,2 | .442 | .391 | .769  | 7,6  | 7,4  | 1,8 | 0,2 | 25,8 |
| 2002    | Seattle SuperSonics | 5   | 5   | 41,4 | .425 | .267 | .586  | 8,6  | 5,8  | 0,6 | 0,4 | 22,2 |
| 2003    | Milwaukee Bucks     | 6   | 6   | 41,8 | .429 | .067 | .700  | 3,0  | 8,7  | 1,3 | 0,2 | 18,5 |
| 2004    | Los Angeles Lakers  | 22  | 22  | 35,1 | .366 | .250 | .750  | 3,3  | 5,3  | 1,0 | 0,2 | 7,8  |
| 2005    | Boston Celtics      | 7   | 7   | 34,1 | .446 | .071 | .833  | 4,1  | 4,6  | 0,9 | 0,1 | 10,3 |
| 2006†   | Miami Heat          | 23  | 0   | 24,3 | .422 | .293 | .720  | 1,7  | 1,6  | 1,0 | 0,1 | 5,8  |
| 2007    | Miami Heat          | 2   | 0   | 16,0 | .000 | .000 | –     | 2,0  | 1,5  | 0,0 | 0,0 | 0,0  |
| Karrier | Karrier             | 154 | 129 | 35,6 | .441 | .315 | .706  | 3,7  | 5,3  | 0,4 | 0,2 | 14,0 |

## Díjak és rekordok
- NBA-bajnok: 2006
- NBA – Az év védekező játékosa: 1996
- 9× NBA All-Star: 1994, 1995, 1996, 1997, 1998, 2000, 2001, 2002, 2003
- 9× All-NBA:
  - All-NBA Első csapat: 1998, 2000
  - All-NBA Második csapat: 1995, 1996, 1997, 1999, 2002
  - All-NBA Második csapat: 1994, 2001
- 9× All-Defensive:
  - NBA All-Defensive Első csapat: 1994, 1995, 1996, 1997, 1998, 1999*, 2000*, 2001, 2002 (rekordtartó a legtöbb Defensive Első csapatba választásért Michael Jordannel, Kevin Garnettel, és Kobe Bryanttel egyetemben)
- NBA Második újonc csapat: 1991
- NBA Legtöbb gólpassz: 1999-2000 (732)
- NBA Legtöbb labdaszerzés: 1995-96 (231)
- NBA Legtöbb sikeres hárompontos kísérlet: 1999-2000 (177)
- Az NBA 75. évfordulójának csapata[8]